# تورستن يندكفيست
تورستن يندكفيست (بالسويدية: Torsten Lindqvist)‏ هو رياضي خماسي سويدي، ولد في 2 ديسمبر 1925 في Säffle ‏ في السويد، وتوفي في 3 نوفمبر 2002 في أوبسالا في السويد.

## وصلات خارجية
- تورستن يندكفيست على موقع أوليمبيديا (الإنجليزية)
- تورستن يندكفيست على موقع اللجنة الأولمبية السويدية (السويدية)